# Шалінський заказник (Чечня)
Шалінський мисливський заказник (рос. Шалинский охотничий заказник) — заказник, який розташований на території Шалінського району Чечні. Створений у 1977 році для збереження унікальної природної зони.

## Фауна
Деякі представники фауни заказника:
- барсук;
- велика синиця;
- бурий ведмідь;
- змієїд;
- кабан;
- косуля;
- вівчарик;
- пугач;
- лелека чорний;
- щиглик;

## Флора
Деякі представники флори заказника: груша лісова, яблуня лісова, смородина, алича, калина, кизил.